# Moorgrund
Moorgrund é um município da Alemanha, situado no distrito de Wartburg, no estado da Turíngia. Tem 53,39 km² de área, e sua população em 2019 foi estimada em 3.358 habitantes.